# Demografía de Uruguay

La población de Uruguay se constituye esencialmente a partir del aporte de grupos de distintas oleadas migratorias.
Los pueblos indígenas originales eran demográficamente pequeños y fueron desapareciendo debido a la aculturación, discriminación y exterminio ocurridos hasta el siglo XIX. En la actualidad, la inmensa mayoría de los uruguayos son descendientes de europeos (españoles e italianos principalmente, seguidos por franceses y alemanes y otros pueblos de Europa y sus alrededores) con minorías indígenas, mestizas, negras y una muy pequeña de asiáticos.

## Origen y descendencia
Uruguay es una sociedad multiétnica, lo cual significa que históricamente ha estado habitada por personas de diferentes orígenes étnicos. Por ello los uruguayos generalmente tratan su nacionalidad como una ciudadanía genérica, en lugar de enfatizar en un determinado grupo étnico o en un determinado origen cultural.
De todas maneras, y dada la predominancia del idioma español en la vida social e institucional, los uruguayos son culturalmente rioplatenses, compartiendo un dialecto (el español rioplatense) y una cultura muy similar con Argentina, país con el cual tradicionalmente han tenido una estrecha relación en variados aspectos.
La mayoría de los uruguayos son descendientes de criollos de la época colonial y de inmigrantes europeos. Se estima que el 90 % de la población es de ascendencia europea. La mayoría de estos inmigrantes son principalmente españoles e italianos, incluyendo un número significativo pero bastante menor de franceses, alemanes, portugueses, británicos (ingleses o escoceses), irlandeses, suizos, rusos, polacos, búlgaros, húngaros, ucranianos, lituanos, estonios, suecos, daneses, neerlandeses, belgas, austriacos, croatas, griegos y escandinavos. También hay un componente similar de sirios, armenios, serbios, georgianos y libaneses. 
Actualmente, casi toda la población étnicamente europea tiene raíces, al menos parciales, de españoles o italianos.
En un caso muy parecido a Argentina y el sur de Brasil (países con quien Uruguay comparte su identidad rioplatense), la mayoría de los inmigrantes que llegaron al país en las grandes migraciones de principio de siglo XX se asentaron en comunidades y colonias de carácter agrícola y ganadera. 
Muchos asentamientos («colonias») se fundaron en el departamento de Colonia; por ejemplo, Colonia Suiza de origen suizo, austriaco y alemán; Colonia Valdense, Colonia Cosmopolita, Artilleros, Riachuelo, San Pedro con originarios de los Valles Valdenses del Piamonte (Italia); pueblos fundados por colonos británicos, como Conchillas y Barker; colonias de origen ruso, como San Javier y Colonia Ofir, en el departamento de Río Negro. Y también hay otras colonias minoritarias en otros departamentos; por ejemplo, de canarios en el departamento de Canelones, y vascos en el departamento de San José, aunque con mayor grado de integración respecto a colectividades de otros orígenes.
Muchos de los inmigrantes europeos llegaron en el siglo XIX y principios de siglo XX, y han influido mucho en la arquitectura y la cultura de Montevideo y de otras ciudades importantes. Por esta razón, Montevideo y la vida en ella, en muchos aspectos recuerdan a la de Europa Occidental; con notorios aportes arquitectónicos franceses, italianos y españoles.
Corresponde también destacar a la población uruguaya de ascendencia africana (8,1 % de la población total) por la incidencia que ha tenido y que tiene en el carnaval y en ciertas manifestaciones culturales como el candombe, así como a la población de origen asiático (entre 1 % y 2 % de la población total), en su mayoría sirios-libaneses, chinos, japoneses y vietnamitas.
Se encuentra a gente con origen amerindio entre la población de la región rural del noroeste y de los barrios populares de Montevideo, con mestizos que conforman hasta el 6 % de la población local.

## Evolución histórica de la población uruguaya
Lo que hoy se conoce como Uruguay era un territorio poco poblado por los aborígenes antes de que fuera colonizado por el Imperio español. Durante el periodo colonial continuó la escasez de población, dado el poco interés de la Corona Española en poblar estas tierras. La disolución de las misiones jesuíticas a finales del siglo XVIII permitió el ingreso de guaraníes y otras comunidades indígenas a la Banda Oriental, constituyendo un peso demográfico importante entre las corrientes migratorias. En la misma época, los esclavos africanos representaron también un número importante en la inmigración. Se recibían esclavos a través de la frontera con Brasil y directamente desde África.
La segunda mitad del siglo XIX fue el período con mayor crecimiento población. Uruguay ya era un país independiente y su gobierno, en consonancia con las ideas liberales predominantes, incentivó el ingreso de emigrantes. Poblar el territorio servía para acrecentar el poder militar y económico. La población pasó de 223.230 habitantes en 1860 a 1.042.686 en 1908. Los nuevos emigrantes provenían fundamentalmente de Europa y también de los países vecinos, Brasil y Argentina.
Uruguay consta con una población muy pequeña y muy urbanizada con respecto a la de otros países de la región.

## Idioma
El idioma más hablado en Uruguay es el español, pero además se habla en algunas regiones fronterizas el portugués, así como el portuñol riverense (este último un dialecto del portugués), aunque ninguno de los dos está reconocido en la Constitución. El español rioplatense es hablado en esas zonas y tiene variantes e influencias como todos los idiomas, surgiendo con el uso términos o expresiones que perfectamente identifican a los uruguayos de los distintos puntos del país.
El castellano hablado en Uruguay es una variante del español rioplatense, dialecto del idioma español hablado en la zona de la cuenca del Río de la Plata, en Argentina y Uruguay y otras regiones aledañas. Centrado en las ciudades de Buenos Aires, Montevideo y Rosario, los tres focos poblacionales más importantes de la región, extiende su influencia cultural y lingüística a regiones geográficamente distantes, sobre todo a través de los medios de comunicación, en los que es el lecto estándar en ambos países.
Otra forma dialectal muy extendida en el país es el lunfardo, jerga originada y desarrollada en la ciudad de Buenos Aires por los inmigrantes italianos (y sus descendientes) originarios del norte de Italia (principalmente Lombardía y Piamonte) a fines de siglo XIX y principios del siglo XX.
También hay comunidades de hablantes de italiano, alemán (sobre todo en antiguas colonias y comunidades menonitas), ruso (en localidades como Colonia Ofir o San Javier) e inglés.

## Religión
Aunque los uruguayos que practican activamente una religión son una minoría, la mayoría son nominalmente miembros de la Iglesia Católica y otras comunidades, y mantienen vivas ciertas prácticas como el casamiento religioso y el bautismo.
Los observadores políticos consideran que Uruguay es el país más laico de toda América, y en ello han influido diversos factores. La secularización de Uruguay comenzó con el papel relativamente menor de la iglesia en la era colonial, en comparación con otras partes del Imperio español. El reducido número de indígenas uruguayos y su feroz resistencia al proselitismo redujeron la influencia de las autoridades eclesiásticas. Después de la independencia, las ideas anticlericales se extendieron a Uruguay, particularmente desde Francia, erosionando aún más la influencia de la Iglesia. En 1837, se reconoció el matrimonio civil y en 1861 el Estado se hizo cargo de la gestión de los cementerios públicos. En 1907, se legalizó el divorcio y en 1909 se prohibió toda instrucción religiosa en las escuelas estatales. Bajo la influencia del reformador colorado José Batlle y Ordóñez, se introdujo la separación completa entre la Iglesia y el Estado con la nueva constitución de 1917.

## Distribución demográfica

Habitantes/km²
4-6
6-15
15-35
35-100
100-2599.3

El área metropolitana de Montevideo, con 1.947.604 habitantes, es la ciudad capital y con mucho, la mayor aglomeración urbana del país. La densidad media alcanza los 2.510 hab/km² (2011) en Montevideo, muy distinta a la media de 19,78 hab/km² que contabiliza el país en general.
Después de Montevideo solo la ciudad de Salto supera apenas los 100.000 habitantes, por lo que nos encontramos con un caso muy marcado de macrocefalia urbana. Casi el 60 % del total de la población uruguaya vive en el área metropolitana de Montevideo (que cubre el departamento de Montevideo y parte de los departamentos de Canelones y San José, o sea, Ciudad de la Costa, La Paz, Las Piedras, Progreso, Ciudad del Plata, etc.), mientras el país en general tiene densidades demográficas mínimas.
El resto de la población urbana vive principalmente en ciudades de entre 20 mil y 100 mil habitantes, siendo las principales Salto, Paysandú, Maldonado y Rivera.
Montevideo está a unos 200 kilómetros (120 millas) de distancia de Buenos Aires en la vecina República Argentina, separadas por el estuario del Río de la Plata, convirtiéndose en las ciudades capitales más cercanas entre sí en todo el continente.

## Pirámide de población
Como resultado de una baja tasa de natalidad, una alta esperanza de vida, y relativamente una alta tasa de emigración de los jóvenes, la población de Uruguay es bastante madura, colocándose como la más envejecida del continente americano.
En 2013, el país tenía una tasa de natalidad de 13,50 nacimientos por cada mil habitantes, por debajo de los países vecinos Argentina (16,64 nacimientos / 1000 de población) y Brasil (16,1 nacimientos / 1000 de población), que incluso cuentan con valores debajo del promedio. Estos valores demográficos son bastante similares a los de algunas naciones europeas, con bajos niveles de reemplazo poblacional.
La tasa global de fecundidad es desde 2004 menor al nivel de reemplazo. Según valores de 2013, la tasa global de fecundidad era de 1.86 hijos por mujer y el nivel de reemplazo se sitúa en 2.1. Esto significa que las mujeres en edad reproductiva no alcanzan a ser sustituidas por las futuras mujeres en edad reproductiva.

## Bienestar social
Uruguay tiene un tradicional y eficiente programa de seguridad social, aún con cierto déficit de mejora desde la década de 1990. El uruguayo promedio se puede comparar con algunos de los países de Europa Occidental en bienestar social, y se encuentra detrás de la de los gigantes de América del Norte: Estados Unidos y Canadá.

## Educación

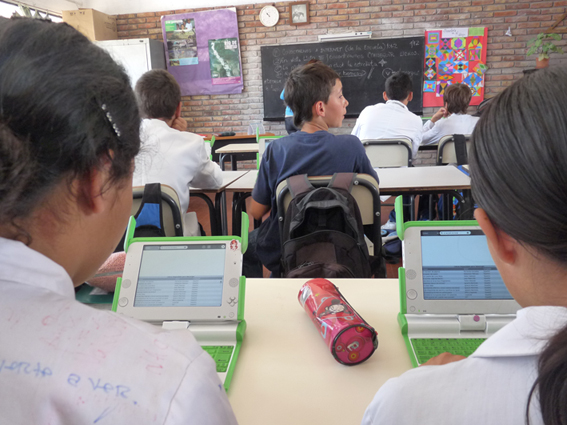
Estudiantes de primaria con sus computadoras del Plan Ceibal.

Son principios fundamentales de la educación pública uruguaya la laicidad, gratuidad y obligatoriedad, tal como fueran proclamados por José Pedro Varela. La población tiene acceso a educación gratuita desde primer nivel de jardinera (Educación Inicial) hasta la graduación en la universidad.
La educación pública desde el nivel inicial, primaria, media y formación docente está a cargo de la Administración Nacional de Educación Pública (ANEP). Está regida por el Consejo Directivo Central (CODICEN).
El panorama de los servicios educativos uruguayos se completa con instituciones de educación privada que abarcan desde la educación preescolar hasta la universitaria.
Uno de los logros más importantes de la enseñanza en el país es el alto índice de alfabetización, que llegó al 98,5 % en 2014, destacándose el Uruguay como uno de los países con mayor tasa de alfabetización de América Latina. El analfabetismo entre las personas de entre 15 y 49 años es de 1,3 % y en las personas mayores de 65 años es de 3,2 %. En el área rural es de 2,6 %.

## Emigración
Durante los años 1970 y 1980 se estima que emigraron entre seis y cien mil uruguayos, principalmente a España, Italia, Argentina y Brasil, en busca de nuevas oportunidades de trabajo, mientras que otros se instalaron en diferentes zonas de Europa, Australia, y Estados Unidos.
Durante las últimas dos décadas, se estima que 500 000 uruguayos emigraron, principalmente a Brasil, Argentina y Europa (España es el principal destino para los uruguayos por razones de afinidad, pero también se sienten atraídos por el Reino Unido, Italia, Francia y Alemania). 
Los lazos familiares y las cortas distancias entre las ciudades uruguayas y la capital argentina, Buenos Aires, han marcado un camino de éxito para algunos uruguayos con mucho talento que se establecieron en el país vecino, y se hicieron famosos y aceptados a nivel local, aprovechando un mercado mucho más amplio. Buenos Aires tradicionalmente ha sido un gran polo de desarrollo económico para ciudadanos del Cono Sur y de diversas latitudes del mundo.
La emigración hacia los Estados Unidos también aumentó recientemente, pero sigue siendo una pequeña parte de la población de ese país. La mayoría de los uruguayos en los Estados Unidos viven en los estados de Nueva York, Nueva Jersey, Washington D. C., Florida, y California.

## Evolución de la población
Evolución demográfica de Uruguay desde 1800:
| Año  | Cifra               |
| ---- | ------------------- |
| 1800 | 30.685 (estimación) |
| 1811 | 60.000 (est.)       |
| 1820 | 50.000 (est.)       |
| 1828 | 70.000 (est.)       |
| 1829 | 74.000 (est.)       |
| 1835 | 128.371 (est.)      |
| 1840 | 200.000 (est.)      |
| 1852 | 131.969 (censo)     |
| 1860 | 223.238 (censo)     |
| 1879 | 438.245 (est.)      |
| 1882 | 505.207 (est.)      |
| 1892 | 728.447 (est.)      |
| 1900 | 915.647 (est.)      |
| 1908 | 1.042.686 (censo)   |
| 1963 | 2.595.510 (censo)   |
| 1975 | 2.788.429 (censo)   |
| 1985 | 2.955.241 (censo)   |
| 1996 | 3.137.188 (censo)   |
| 2004 | 3.241.003 (censo)   |
| 2011 | 3.412.626 (censo)   |
| 2023 | 3.499.451 (censo)   |

| Gráfica de evolución demográfica de Uruguay entre 1852 y |
|                                                          |

## Estadísticas

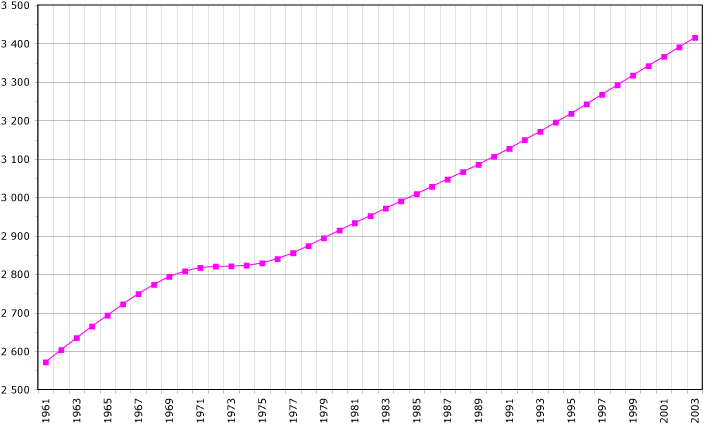
Evolución demográfica 1961-2003. Fuente FAO. Número habitantes en miles.

### Estructura por edades
- La población menor de 15 años es el 20 % del total.
- La comprendida entre 15-24 años es el 15 %.
- La comprendida entre 25-54 años es el 40 %.
- La comprendida entre 55-64 años es el 10 %.
- La población mayor de 60 años es el 15% del total.

### Alfabetismo
98,5 % (2014)

### Población por área geográfica
Área urbana: 3.127.318 habitantes - 93,8 % (I.N.E. URUGUAY, 2008 est.)
Área rural: 206.734 habitantes - 6,2 % (I.N.E. URUGUAY, 2008 est.)